# سالم العجالین
سالم العجالین (عربی: سالم العجالين؛ زادهٔ ۱۸ فوریهٔ ۱۹۸۸) بازیکن فوتبال اهل اردن است.
از باشگاه‌هایی که در آن بازی کرده‌است می‌توان به باشگاه فوتبال الجزیره (امان) اشاره کرد.
وی همچنین در تیم ملی فوتبال اردن بازی کرده‌است.